# Simon Pegg
Simon Pegg, vlastním jménem Simon John Beckingham (* 14. února 1970, Gloucester, Anglie, Spojené království) je britský herec-komik a scenárista.
Pochází z rodiny jazzového hudebníka Johna Heryho Beckinghama, matka Rosemary byla státní zaměstnankyní.
Po studiích anglické literatury na Stratford Upon Avon College studoval na Universitě v Bristolu.
Mezi jeho nejvýznamnější účinkování patří role ve filmech Soumrak mrtvých, Jednotka příliš rychlého nasazení nebo sitcom Spaced z roku 1999. V roce 2009 ztvárnil postavu Montgomeryho Scotta ve snímku Star Trek, kterou si zopakoval i v následujících filmech Star Trek: Do temnoty (2013) a Star Trek: Do neznáma (2016).
Jeho hlavní práce vznikly ve spolupráci s Nickem Frostem, Jessicou Hynesovou, Dylanem Moranem a Edgarem Wrightem.
Patří mezi nejlepších přátele herce Davida Schwimmera, se kterým pracoval Bratrstvu neohrožených nebo na snímku Nula od nuly pojde, jeho velkým kamarádem je i Nick Frost.
V roce 2008 si zahrál hlavní roli ve snímku Jak se zbavit přátel a zůstat úplně sám po boku Kirsten Dunstové.

## Osobní život
Od 23. července 2005 je ženatý s Maureeu McCann, stal se i kmotrem dcery Gwyneth Paltrow.

## Filmografie, výběr
- 1999 Velký blázinec v malém hotelu
- 2002 Nonstop párty
- 2003 Hra o smrti
- 2004 Soumrak mrtvých
- 2006 Nula od nuly pojde
- 2006 Mission: Impossible III
- 2007 Jednotka příliš rychlého nasazení
- 2008 David Copperfield
- 2008 Jak se zbavit přátel a zůstat úplně sám
- 2009 Doba ledová 3: Úsvit dinosaurů
- 2009 Star Trek
- 2011 Paul
- 2011 Mission: Impossible - Ghost Protocol
- 2013 Star Trek: Do temnoty
- 2014 Zabij mě třikrát
- 2015 Mission: Impossible - Národ grázlů
- 2016 Star Trek: Do neznáma
- 2018 Mission: Impossible - Fallout
- 2023 Mission: Impossible Odplata - První část